# کارولین مارین
کارولین مارین (اسپانیایی: Carolina Marín‎؛ زادهٔ ۱۵ ژوئن ۱۹۹۳) بدمینتون‌باز زن اهل اسپانیا است.